# Juan Ignacio Molina
Fr. Juan Ignacio Molina (24 de juny de 1740 – 12 de setembre de 1829) fou un capellà jesuïta, naturalista, historiador, ornitòleg i geògraf xilè. També se'l coneix per Abat Molina (forma d'Abbott Molina), i també se'l coneix pel seu nom en italià, Giovanni Ignazio Molina.

## Biografia
Molina va néixer a una gran granja a Guaraculén, prop de Villa Alegre, a la província actual de Linares, a la regió del Maule. Els seus pares eren Agustín Molina i Francisca González Bruna.
Es va educar a Talca i a la College jesuïta a Concepción. Va haver de marxar de Xile el 1768 quan els jesuïtes van ser expel·lits. Va establir-se a Bolonya i va esdevenir professor de ciències naturals allà. Va escriure Saggio sulla Storia Naturale del Chili, que va ser el primer informe de la història natural d'aquell país, i va descriure espècies per primera vegada.

### Obres científiques
Com a científic nadiu de les Amèriques Molina era molt crític de les obres de Cornelius de Pauw que era a Europa, considerat un expert a les Amèriques i el va acusar de "sempre intentar degradar i desprestigiar les Amèriques". Algunes de les afirmacions de Pauw en els suposats aspectes pobres de la riquesa mineral de les Amèriques van ser contrariades per Molina, com també les afirmacions de Pauw en les vides més curtes de les persones que habitaven les Amèriques.
Molina va donar suport a un origen sedimentari del basalt a Ensayo sobre la historia natural de Chile on va indicar el fet que el basalt es trobava tant als Andes com en la costa de les Illes Chiloé on no hi ha senyals d'erupcions i es creu que el basalt és un tipus de pissara compactada amb vesícules.
El 1787 Molina va mencionar la possibilitat de poblar Amèrica del Sud a través del sud d'Àsia a través "d'una cadena infinita d'illes" del Pacífic mentre Amèrica de Nord podria ser poblada a través de Sibèria.

## Taxonomia botànica
Ruiz i Pavon li van dedicar Molina, més tard considerada un subgènere de Baccharis per Heering (Reiche 1902), i recentment F. H. Hellwig recreat com a Neomolina que és un gènere. Altres autors li van dedicar Moliniopsis, un gènere de Gramineae, com a sinònim de Molinia Schrank nom.illeg.
Molina també ha estat enllaçat amb l'anomenament del gènere Maytenus.

## Informació addicional